# Loqueffret
Loqueffret (bretonisch Lokeored) ist eine französische Gemeinde mit 338 Einwohnern (Stand 1. Januar 2022) im Département Finistère.

## Lage
Der Ort befindet sich im Westen der Bretagne im Regionalen Naturpark Armorique (französisch Parc naturel régional d’Armorique), in einer hügeligen und waldreichen Umgebung.
Quimper liegt 40 Kilometer südwestlich, Brest 46 Kilometer nordwestlich und Paris etwa 450 Kilometer östlich (Angaben in Luftlinie).

## Verkehr
Bei Le Faou und Châteaulin befinden sich die nächste Abfahrten an der Schnellstraße E 60 (Brest–Nantes) und bei Landivisiau und Morlaix an der E 50 (Brest–Rennes). Hier gibt es auch die nächsten Regionalbahnhöfe an den überwiegend parallel verlaufenden Bahnlinien.
Der Bahnhof von Brest ist Endpunkt des TGV Atlantique nach Paris.
Die nächsten Regionalflughäfen sind der Aéroport de Brest Bretagne bei Brest und der Aéroport de Lorient Bretagne Sud bei Lorient.

## Bevölkerungsentwicklung
| Jahr                       | 1962 | 1968 | 1975 | 1982 | 1990 | 1999 | 2010 | 2017 |
| Einwohner                  | 725  | 692  | 511  | 482  | 428  | 435  | 402  | 359  |
| Quellen: Cassini und INSEE |      |      |      |      |      |      |      |      |

## Sehenswürdigkeiten
- Kirche Sainte-Geneviève

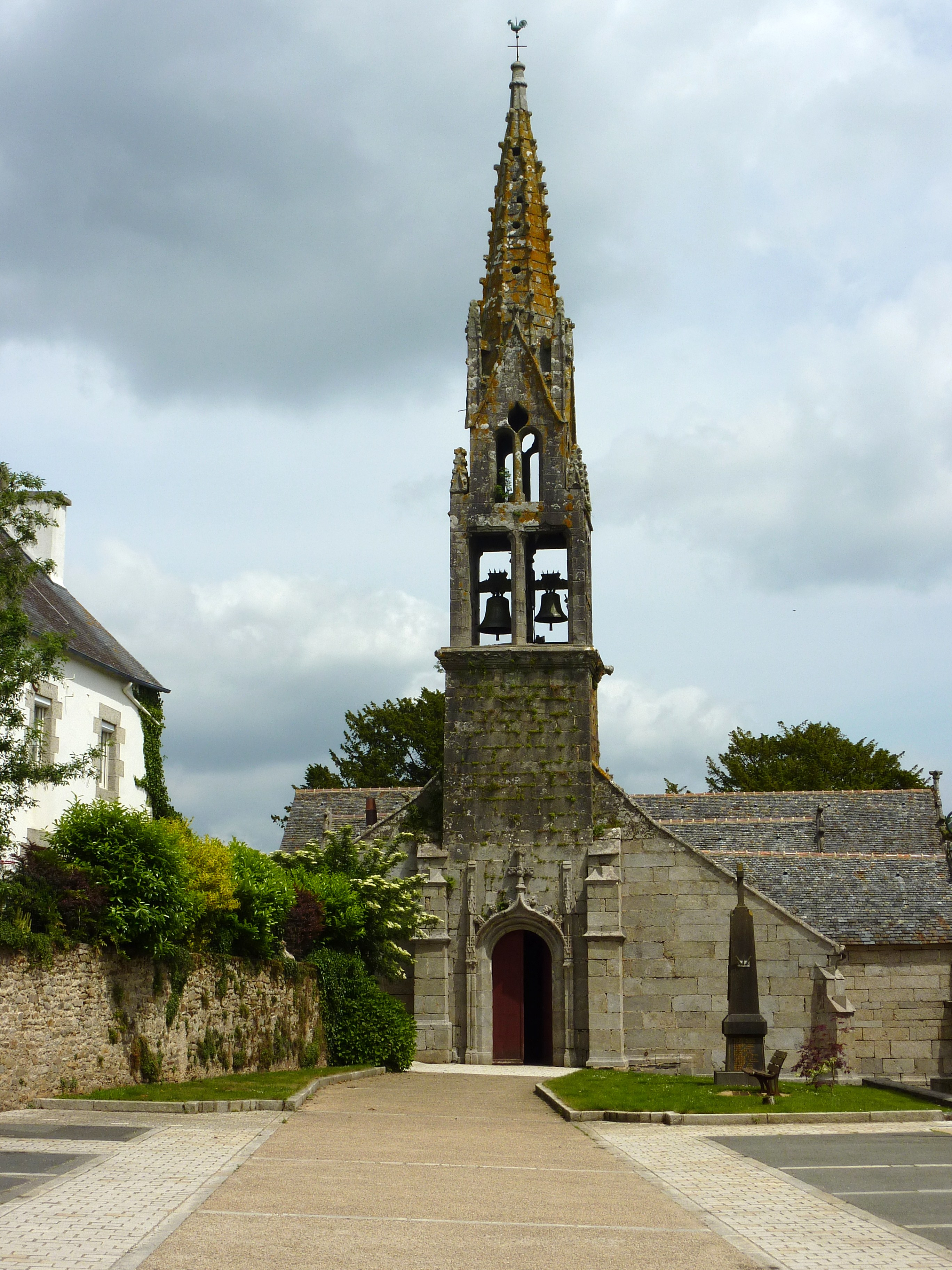
Kirche Sainte-Geneviève

Siehe auch: Liste der Monuments historiques in Loqueffret